# Sancterila prattorum
Sancterila prattorum is een vlinder uit de familie van de Lycaenidae. De wetenschappelijke naam van de soort is voor het eerst gepubliceerd in 1983 door John Nevill Eliot en Akito Kawazoé.
De soort komt voor in indonesië (op het eiland Buru van de Molukken).